# Contemplación cristiana

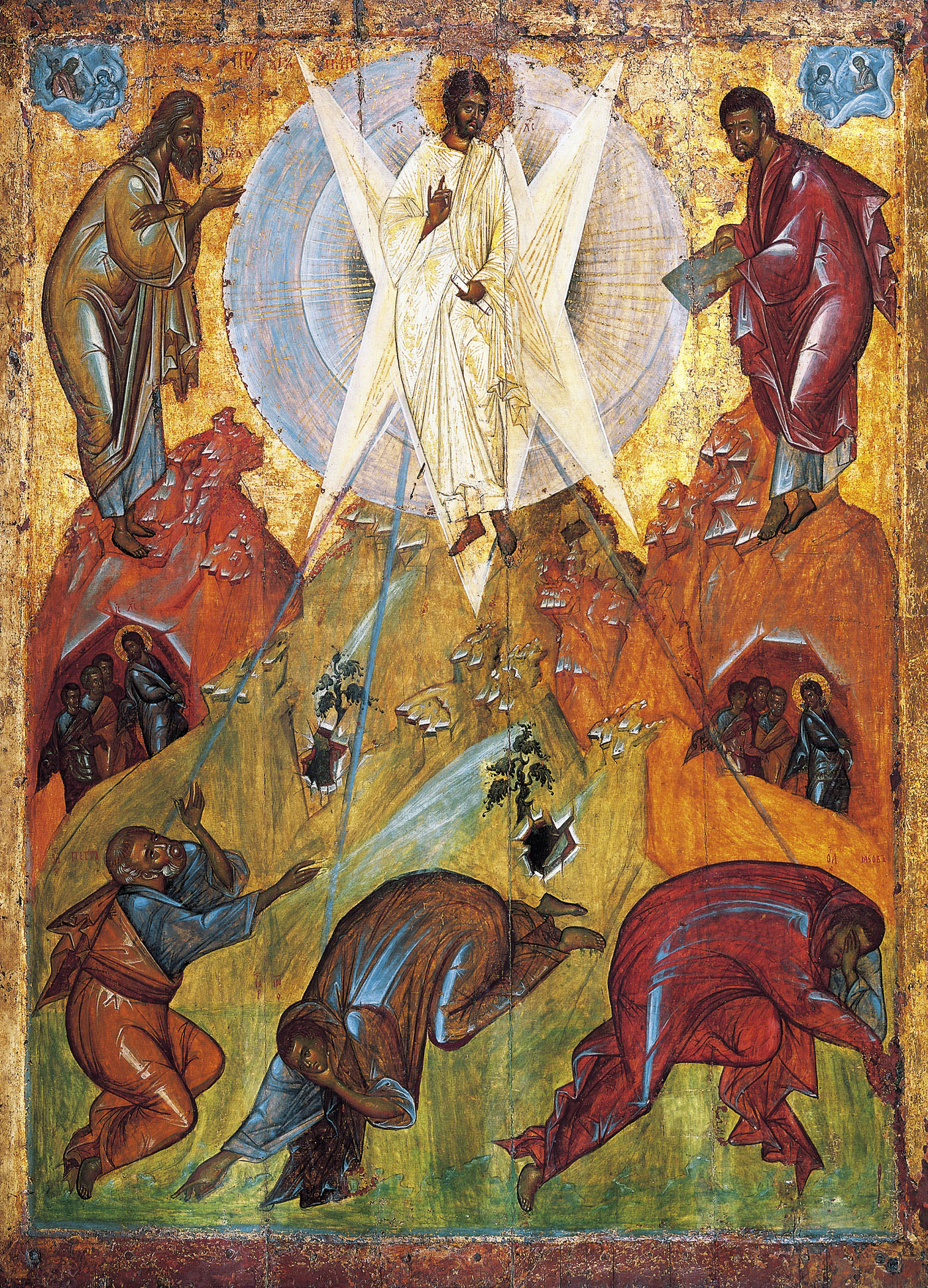
Icono ortodoxo ruso de la Transfiguración

Contemplación cristiana, de contemplatio (latín; griego θεωρία, theoria), se refiere a varias prácticas cristianas que tienen como objetivo "mirar", "contemplar", "ser consciente de" Dios o lo Divino. Incluye varias prácticas y conceptos teológicos, y hasta el siglo VI la práctica de lo que ahora se llama misticismo se denominaba con el término contemplatio, c.q. theoria.
El cristianismo adoptó el uso de la terminología griega (theoria) y latina (contemplatio, contemplación) para describir diversas formas de oración y el proceso de llegar a conocer a Dios. Las tradiciones orientales y occidentales del cristianismo se separaron al incorporar la noción general de theoria en sus respectivas enseñanzas.
El Catecismo de la Iglesia Católica afirma que la tradición cristiana comprende tres expresiones principales de la vida de oración: la oración vocal, la meditación y la oración contemplativa. Tienen en común el recogimiento del corazón Se distinguen tres etapas en la práctica contemplativa, a saber, la contemplación purgativa, la contemplación propiamente dicha, y la visión de Dios.

## Etimología
El griego theoria (θεωρία), del que deriva la palabra española "teoría" (y "teatro"), significaba "contemplación, especulación, un mirar, cosas miradas", de theorein (θεωρεῖν) "considerar, especular, mirar", de theoros (θεωρός) "espectador", de thea (θέα) "una vista" + horan (ὁρᾶν) "ver". Expresaba el estado de ser un espectador. Tanto el griego θεωρία como el latín contemplatio significaban principalmente mirar las cosas, ya sea con los ojos o con la mente.
Comentando la opinión de Aristóteles sobre la falta de utilidad práctica de la contemplación de la theoria, teólogo ortodoxo P. Andrew Louth dijo: 

La palabra theoria deriva de un verbo que significa mirar o ver: para los griegos, conocer era una especie de ver, una especie de visión intelectual. La contemplación es, por tanto, conocimiento, conocimiento de la realidad misma, en contraposición al saber cómo: el tipo de saber hacer para conseguir las cosas. A este contraste entre la vida activa y la contemplación le corresponde una distinción en nuestra comprensión de lo que es el ser humano entre la razón concebida como el desciframiento de las cosas, la resolución de los problemas, el cálculo y la toma de decisiones -denominada por las palabras griegas phronesis y dianoia, o en latín ratio - y la razón concebida como receptiva de la verdad, contemplando, mirando - referida por las palabras griegas theoria o sophia (sabiduría) o nous (intelecto), o en latín intellectus. Agustín expresó esta distinción utilizando scientia para el tipo de conocimiento alcanzado por la ratio, y sapientia, sabiduría, para el tipo de conocimiento recibido por el intellectus. La inteligencia humana opera en dos niveles: un nivel básico que se ocupa de hacer cosas, y otro nivel que se ocupa simplemente de contemplar, de contemplar, de conocer la realidad.

Según William Johnston, hasta el siglo VI la práctica de lo que hoy se llama misticismo se denominaba con el término contemplatio, c.q. theoria. Según Johnston, "[b]ien la contemplación y el misticismo hablan del ojo del amor que está mirando, contemplando, consciente de las realidades divinas."
Varios estudiosos han demostrado las similitudes entre la idea griega de theoria y la idea de Indian de darśana (darshan), incluyendo a Ian Rutherford y Gregory Grieve.

## Filosofía griega
El término theoria fue utilizado por los antiguos griegos para referirse al acto de experimentar u observar, y luego comprender a través del nous.

### Platón

Platón (Πλάτων)

Para Platón, lo que el contemplador (theoros) contempla (theorei) son las Formas, las realidades que subyacen a las apariencias individuales, y quien contempla estas realidades atemporales y espaciales se enriquece con una perspectiva de las cosas ordinarias superior a la de la gente corriente. Filipo de Opunte consideraba la theoria como la contemplación de los astros, con efectos prácticos en la vida cotidiana similares a los que Platón veía que se derivaban de la contemplación de las Formas.

### Aristóteles

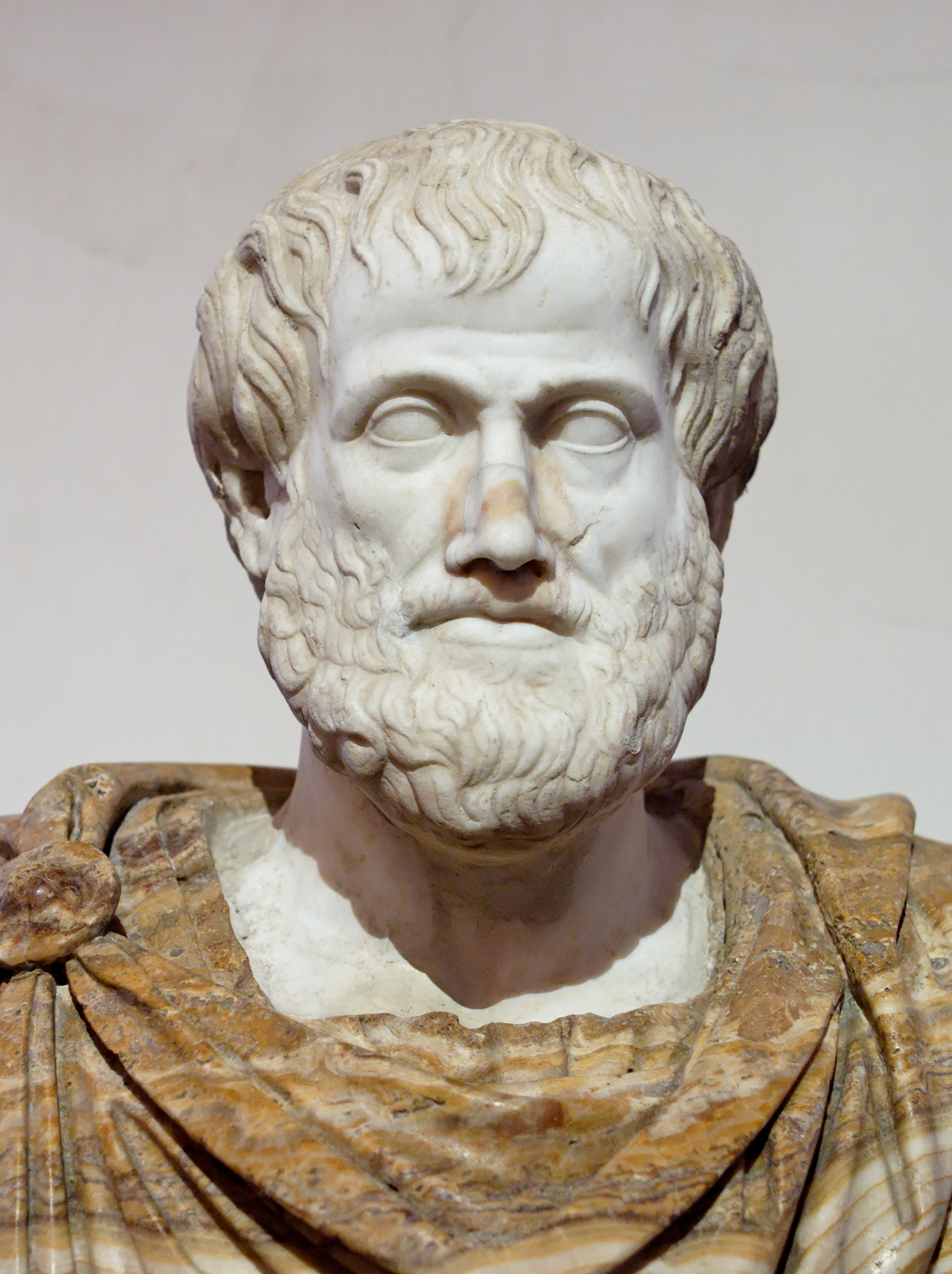
Aristóteles (Ἀριστοτέλης)

Aristóteles, en cambio, separaba el espectáculo de la theoria de los fines prácticos, y lo veía como un fin en sí mismo, la actividad más elevada del hombre. Para indicar que es el filósofo quien se dedica a las actividades más dignas de un hombre libre, Heráclides Póntico lo comparó con un espectador (theoros) del espectáculo olímpico: a diferencia de los demás participantes, no busca ni la gloria, como el competidor, ni el dinero, como el empresario. Aristóteles utilizó la misma imagen en una de sus obras perdidas:

Así como vamos a la fiesta olímpica por el espectáculo (θεᾶς), aunque no se obtenga nada más, pues la theoria (θεωρία) en sí misma es más valiosa que el dinero; y así como vamos a teorizar (θεωροῦμεν) a la fiesta de Dionisio no para ganar algo de los actores (de hecho pagamos por verlos)... así también la theoria (θεωρία) del universo debe ser honrada por encima de todas las cosas que se consideran útiles. Pues seguramente no nos tomaríamos tantas molestias para ver a los hombres imitando a las mujeres y a los esclavos, o a los atletas luchando y corriendo, y no consideraríamos correcto teorizar sin pagar (θεωρεῖν ἀμισθί) la naturaleza y la verdad de la realidad.

En efecto, Andrea Wilson Nightingale dice que Aristóteles considera que quienes, en lugar de perseguir la theoria por sí misma, la pusieran al servicio de fines útiles, se dedicarían a la theoria de manera equivocada, y Richard Kraut dice que, para Aristóteles, la actividad teórica por sí sola tiene un valor ilimitado. Thomas Louis Schubeck dice que, en opinión de Aristóteles, el conocimiento que guía la actividad política ética no pertenece a la theoria.
"Llevar una vida contemplativa puede considerarse la respuesta de Aristóteles a la pregunta de qué vida deben llevar los humanos. ... Cuanto más se dediquen los humanos a la contemplación, más cerca estarán de sus dioses y más perfecta será su felicidad."
La opinión de Aristóteles de que la mejor vida sería la puramente contemplativa (intelectual) fue discutida por los estoicos y otros, como los epicúreos, que veían la especulación como algo inferior a la ética práctica. El platonismo medio y el neoplatonismo consideraban superior la contemplación y veían como meta el conocimiento de Dios o la unión con él, de modo que una "vida contemplativa" era una vida dedicada a Dios más que a cualquier tipo de actividad.

### Plotino

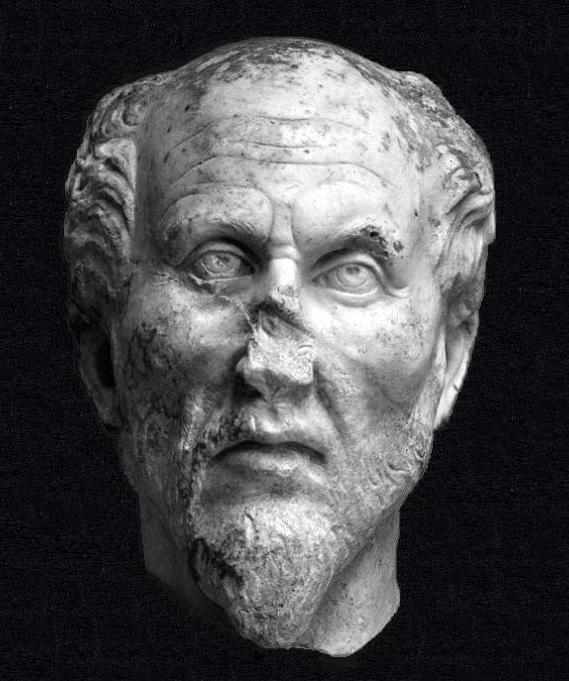
Plotino (Πλωτίνος)

En las Enéadas de Plotino, fundador del neoplatonismo, todo es contemplación (theoria) y todo se deriva de la contemplación. La primera hipóstasis, el Uno, es la contemplación (por el nous, o segunda hipóstasis) en el sentido de que "se vuelve sobre sí mismo en el sentido más simple, no implicando ninguna complejidad o necesidad"; este reflejo sobre sí mismo emana (no crea) la segunda hipóstasis, el Intelecto (en griego Νοῦς, Nous), que Plotino describe como "contemplación viva", siendo "actividad autorreflexiva y contemplativa por excelencia", y el tercer nivel hipostático tiene theoria. El conocimiento de Lo Uno se logra a través de la experiencia de su poder, una experiencia que es la contemplación (theoria) de la fuente de todas las cosas.
Plotino estaba de acuerdo con la distinción sistemática de Aristóteles entre contemplación (theoria) y práctica (praxis): la dedicación a la vida superior de la theoria requiere la abstención de la vida práctica y activa.  Plotino explicó: "El punto de la acción es la contemplación. ... La contemplación es, pues, el fin de la acción" y "Tal es la vida de la divinidad y de los hombres divinos y bienaventurados: el desprendimiento de todas las cosas de aquí abajo, el desprecio de todos los placeres terrenales, la huida de los solitarios hacia lo Único"."

## Contemplación cristiana
La práctica contemplativa o mística es una parte integral y de larga data de la vida de las iglesias cristianas. En las iglesias ortodoxas orientales, la forma predominante es el hesicasmo ("quietud"). Tanto en el cristianismo oriental como en el occidental forma parte de las prácticas místicas.

### Cristianismo temprano

#### Theoria
Algunas ideas neoplatónicas fueron adoptadas por el cristianismo, entre ellos la idea de theoria o contemplación, asumida por Gregorio de Nisa por ejemplo. El Diccionario Brill de Gregorio de Nisa señala que la contemplación en Gregorio se describe como una "contemplación amorosa", y, según Thomas Keating, los Padres griegos de la Iglesia, al tomar de los neoplatónicos la palabra theoria, le adjuntaron la idea expresada por la palabra hebrea da'ath, que, aunque suele traducirse como conocimiento, es un término mucho más fuerte, ya que indica el conocimiento experiencial que viene con el amor y que involucra a toda la persona, no sólo a la mente. Entre los Padres griegos, la theoria cristiana no era la contemplación de las Ideas platónicas ni de los cielos astronómicos del pontífice Heráclito, sino el "estudio de las Escrituras", con énfasis en el sentido espiritual.
Más tarde, la contemplación pasó a distinguirse de la vida intelectual, lo que llevó a identificar la θεωρία o contemplatio con una forma de oración que se distinguía de la meditación discursiva tanto en Oriente y West. Algunos hacen otra distinción, dentro de la contemplación, entre la contemplación adquirida por el esfuerzo humano y la contemplación infusa.

#### Verdades alegóricas
En el cristianismo primitivo el término "mystikos" se refería a tres dimensiones, que pronto se entrelazaron, a saber, la bíblica, la litúrgica y la espiritual o contemplativa. La dimensión bíblica se refiere a las interpretaciones "ocultas" o alegóricas de las Escrituras. La dimensión litúrgica se refiere al misterio litúrgico de la Eucaristía, la presencia de Cristo en la Eucaristía. La tercera dimensión es el conocimiento contemplativo o experiencial de Dios.
Bajo la influencia de Pseudo Dionisio Areopagita la teología mística llegó a denotar la investigación de la verdad alegórica de la Biblia, y "la conciencia espiritual del Absoluto inefable más allá de la teología de los nombres divinos". La teología apofática de Pseudo-Dionisio, o "teología negativa", ejerció una gran influencia en la religiosidad monástica medieval. Fue influenciada por el neoplatonismo, y muy influyente en la teología ortodoxa. En el cristianismo occidental fue una corriente contraria a la teología catafática o "teología positiva" imperante.
La Theoria permitió a los Padres percibir profundidades de significado en los escritos bíblicos que escapan a un enfoque puramente científico o empírico de la interpretación. Los padres antioquenos, en particular, veían en cada pasaje de la Escritura un doble sentido, tanto literal como espiritual. Como señala Frances Margaret Young, "mejor traducido en este contexto como un tipo de " insight", theoria era el acto de percibir en la redacción y la "historia" de las Escrituras un significado moral y espiritual," y puede considerarse una forma de alegoría.

### Cristianismo ortodoxo oriental
Según John Romanides, en las enseñanzas del cristianismo ortodoxo el propósito y la meta por excelencia de la vida cristiana es alcanzar la theosis o 'deificación', entendida como 'semejanza a' o 'unión con' Dios. Teosis se expresa como "Ser, unión con Dios" y tener una relación o sinergia entre Dios y el hombre.  Dios es el Reino de los Cielos.
La Theosis o unidad con Dios se obtiene al dedicarse a la  oración contemplativa, la primera etapa de la theoria, " que resulta del cultivo de la vigilancia (Gk: nepsis). En la theoria, uno llega a ver o "contemplar" a Dios o a la "luz increada", una gracia que es "increada".. En las tradiciones cristianas orientales, la theoria es el componente más crítico necesario para que una persona sea considerada un teólogo; sin embargo, no es necesaria para la propia salvación. Una experiencia de Dios es necesaria para la salud espiritual y mental de toda cosa creada, incluidos los seres humanos. El conocimiento de Dios no es intelectual, sino existencial. Según el teólogo oriental Andrew Louth, el propósito de la teología como ciencia es preparar la contemplación, en lugar de que la teología sea el propósito de la contemplación.
Theoria es el objetivo principal del hesicasmo, que, bajo la influencia de San Simeón el Nuevo Teólogo, se desarrolló a partir de la práctica del quietismo. Simeon creía que la experiencia directa daba a los monjes la autoridad para predicar y dar la absolución de los pecados, sin necesidad de una ordenación formal. Mientras que las autoridades de la Iglesia también enseñaban desde una perspectiva especulativa y filosófica, Symeon enseñaba desde su propia experiencia mística directa, y se encontró con una fuerte resistencia por su enfoque carismático, y su apoyo a la experiencia directa individual de la gracia de Dios. Según John Romanides, esta diferencia en las enseñanzas sobre la posibilidad de experimentar a Dios o la luz increada está en el centro mismo de muchos conflictos teológicos entre el cristianismo ortodoxo oriental y el occidental, que se considera que culmina en el conflicto sobre el hesicasmo.
Según John Romanides, siguiendo a Vladimir Lossky en su interpretación de San Gregorio Palamas, la enseñanza de que Dios es trascendente (incomprensible en ousia, esencia o ser), ha llevado en Occidente al (mal) entendimiento de que Dios no puede ser experimentado en esta vida. Romanides afirma que la teología occidental depende más de la lógica y la razón, culminando en el escolasticismo utilizado para validar la verdad y la existencia de Dios, que de establecer una relación con Dios (theosis y theoria). .

### Iglesia latina
En la Iglesia latina u occidental, los términos derivados de la palabra contemplatio, como, en español, "contemplación", se utilizan generalmente en las lenguas derivadas en gran medida del latín, en lugar del término griego theoria. La equivalencia de los términos latinos y griegos fue señalado por Juan Casiano, cuyos escritos influyeron en todo el monacato occidental, en sus Conferencias. Sin embargo, los escritores católicos utilizan a veces el término griego.

## Meditación y contemplación
En la meditación discursiva, la mente y la imaginación y otras facultades se emplean activamente en un esfuerzo por comprender nuestra relación con Dios. En la oración contemplativa, esta actividad se restringe, de modo que la contemplación ha sido descrita como "una mirada de fe", "un amor silencioso". No existe un límite claro entre la meditación cristiana y la contemplación cristiana, y a veces se superponen. La meditación sirve como base sobre la que se asienta la vida contemplativa, la práctica por la que alguien comienza el estado de contemplación.
Juan de la Cruz describió la diferencia entre la meditación discursiva y la contemplación diciendo 

La diferencia entre estas dos condiciones del alma es como la que hay entre el trabajo, y el disfrute del fruto de nuestro trabajo; entre recibir un regalo, y beneficiarse de él; entre el esfuerzo del viaje y el descanso del final de nuestro viaje".

Mattá al-Miskīn, un monje de la Oriental ha postulado: 

La meditación es una actividad del propio espíritu mediante la lectura o de otro modo, mientras que la contemplación es una actividad espontánea de ese espíritu. En la meditación, el poder imaginativo y pensante del hombre ejerce algún esfuerzo. La contemplación sigue entonces para aliviar al hombre de todo esfuerzo. La contemplación es la visión interior del alma y el simple reposo del corazón en Dios.

## Oración contemplativa

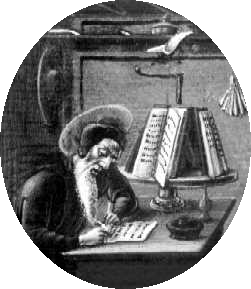
Juan Casiano (Ioannes Cassianus)

Un ejercicio utilizado desde hace mucho tiempo entre los cristianos para adquirir la contemplación, uno que está "disponible para todos, ya sea del clero o de cualquier ocupación secular", es la de concentrar la mente mediante la repetición constante de una frase o palabra. San Juan Casiano recomendaba el uso de la frase "Oh Dios, apresúrate a salvarme: Oh Señor, apresúrate a ayudarme". Otra fórmula de repetición es el nombre de Jesús. o la Oración de Jesús, que ha sido llamada "el mantra de la Iglesia Ortodoxa", aunque el término "Oración de Jesús" no se encuentra en los Padres de la Iglesia. El autor de Nube del desconocimiento recomendó el uso de una palabra monosilábica, como "Dios" o "Amor".

### Iglesias Ortodoxas Orientales
La Oración de Jesús, que para los primeros Padres no era más que un entrenamiento para el reposo, los bizantinos posteriores desarrollaron en hesicasmo, una obra espiritual propia, adjuntando a ella requisitos técnicos y diversas estipulaciones que se convirtieron en un asunto de seria controversia teológica, y que siguen siendo de gran interés para las iglesias bizantinas, rusas y otras orientales. Mientras mantiene su práctica de la Oración de Jesús, el Hesiquista cultiva la nepsis, la atención vigilante. La sobriedad contribuye a esta askesis mental que rechaza los pensamientos tentadores; pone un gran énfasis en la concentración y la atención. El Hesychast debe prestar una atención extrema a la conciencia de su mundo interior y a las palabras de la Oración de Jesús, sin dejar que su mente divague en absoluto. La Oración de Jesús invoca una actitud de humildad esencial para el logro de la theoria. La Oración de Jesús también se invoca para apaciguar las pasiones, así como las ilusiones que llevan a una persona a expresar activamente estas pasiones. La mente mundana y neurótica está acostumbrada a buscar la perpetuación de las sensaciones agradables y a evitar las desagradables. Este estado de agitación incesante de la mente se atribuye a la corrupción del conocimiento primordial y de la unión con Dios (la Caída del hombre y la contaminación y corrupción de la conciencia, o nous). Según San Teófanes el Recluso, aunque la Oración de Jesús ha sido asociada durante mucho tiempo con la Oración del Corazón, no son sinónimos.

### Iglesia católica
Los métodos de oración en la Iglesia católica incluyen la recitación de la Oración de Jesús, que "combina el himno cristológico de 2:6-11 con el grito del publicano (18:13) y del ciego que pide luz (10:46-52). Con ella se abre el corazón a la miseria humana y a la misericordia del Salvador"; invocación del santo nombre de Jesús; la recitación, como recomendaba San Juan Casiano, de "Oh Dios, ven a socorrerme; Oh Señor, apresúrate a ayudarme" u otros versos de la Escritura; la repetición de una sola palabra monosilábica, como sugiere la Nube del desconocimiento, como "Dios" o "Amor"; el método utilizado en la oración centrada; el uso de la Lectio Divina. En los tiempos modernos, la oración centrada, que también se llama "Oración del corazón" y "Oración de la simplicidad", ha sido popularizada por Thomas Keating, basándose en el Hesychasm y en la Cloud of Unknowing. La práctica de la oración contemplativa también ha sido fomentada por la formación de asociaciones como The Julian Meetings y la Fellowship of Meditation.

## Etapas

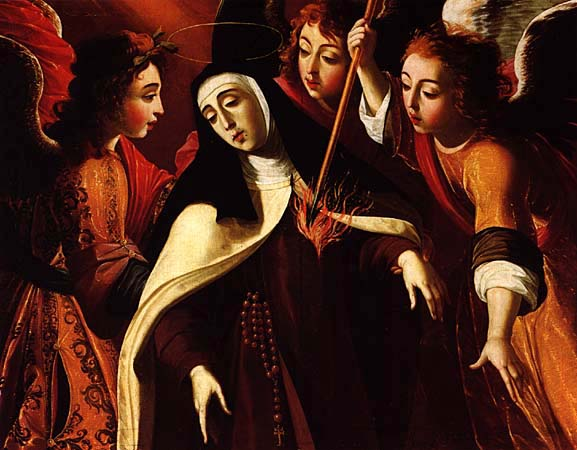
Éxtasis de santa Teresa de Jesús by Josefa de Óbidos (1672)

### Modelos

#### Pseudo Dionisio Areopagita
Según la formulación ascética estándar de este proceso, tal y como la formuló Pseudo Dionisio Areopagita, hay tres etapas:
- Katharsis o purificación;
- Theoria o iluminación, también llamada "contemplación natural" o "adquirida;"
- Unión o Teosis; también llamada "infusa" o "contemplación superior"; morada en Dios; visión de Dios; deificación; unión con Dios

La purificación y la iluminación de la facultad noética son los preparativos para la visión de Dios. Sin esta preparación es imposible que el amor egoísta del hombre se transforme en amor desinteresado. Esta transformación tiene lugar durante el nivel superior de la etapa de iluminación llamada theoria, que significa literalmente visión, en este caso visión mediante el recuerdo incesante e ininterrumpido de Dios. Aquellos que permanecen egoístas y centrados en sí mismos con un corazón endurecido, cerrado al amor de Dios, no verán la gloria de Dios en esta vida. Sin embargo, verán la gloria de Dios finalmente, pero como un fuego eterno y consumidor y la oscuridad exterior.

#### Modelos alternativos
En el avance hacia la contemplación San Agustín habló de siete etapas:
1. las tres primeras son etapas preliminares meramente naturales, correspondientes a los niveles vegetativo, sensitivo y racional de la vida humana;
2. la cuarta etapa es la de la virtud o la purificación;
3. la quinta es la de la tranquilidad alcanzada por el control de las pasiones;
4. la sexta es la entrada en la luz divina (la etapa iluminativa);
5. la séptima es la etapa de morada o unitiva que es la verdadera contemplación mística.

Santa Teresa de Ávila describió cuatro grados o etapas de la unión mística: 
1. unión mística incompleta, o la oración de quietud o recogimiento sobrenatural, cuando la acción de Dios no es lo suficientemente fuerte como para impedir las distracciones, y la imaginación aún conserva cierta libertad;
2. unión plena o semiestática, cuando la fuerza de la acción divina mantiene a la persona plenamente ocupada, pero los sentidos siguen actuando, de modo que, haciendo un esfuerzo, la persona puede dejar de orar;
3. unión extática o éxtasis, cuando las comunicaciones con el mundo exterior se cortan o están a punto de cortarse, y ya no se puede pasar de ese estado a voluntad; y
4. unión transformadora o deificante, o matrimonio espiritual (propiamente) del alma con Dios.

Los tres primeros son estados débiles, medios y energéticos de la misma gracia. La unión transformadora difiere de ellos específicamente y no sólo en intensidad. Consiste en la conciencia habitual de una gracia misteriosa que todos poseerán en el cielo: la anticipación de la naturaleza divina. El alma es consciente de la asistencia divina en sus operaciones sobrenaturales superiores, las del intelecto y la voluntad. El matrimonio espiritual se diferencia de los desposorios espirituales en que el primero de estos estados es permanente y el segundo sólo transitorio.

### Katharsis (purificación)
En las iglesias ortodoxas, la theosis resulta de llevar una vida pura, practicando la moderación y adhiriéndose a los mandamientos, anteponiendo el amor a Dios a todo lo demás. Esta metamorfosis (transfiguración) o transformación es el resultado de un profundo amor a Dios. San Isaac de Nínive dice que "el Paraíso es el amor de Dios, en el que está contenida la dicha de todas las bienaventuranzas", y que "el árbol de la vida es el amor de Dios" (Homilía 72). La Theoria la alcanzan, pues, los puros de corazón que ya no están sujetos a las aflicciones de las pasiones. Es un don del Espíritu Santo para aquellos que, mediante la observancia de los mandamientos de Dios y la prácticas ascéticas (véase praxis, kenosis, poustinia y  esquema), han alcanzado el desapasionamiento.
La purificación precede a la conversión y constituye un alejamiento de todo lo que es impuro y malsano. Se trata de una purificación de la mente y del cuerpo. Sin embargo, como preparación para la theoria, el concepto de purificación en este esquema de tres partes se refiere sobre todo a la purificación de la conciencia (nous), la facultad de discernimiento y conocimiento (sabiduría), cuyo despertar es esencial para salir del estado de engaño que es característico de la mente mundana. Una vez purificado el "nous", la facultad de la sabiduría puede empezar a funcionar de forma más coherente. Con un nous purificado, la visión y el entendimiento claros se hacen posibles, haciéndolo apto para la oración contemplativa.
En la tradición ascética ortodoxa oriental llamada hesicasmo, la humildad, como atributo santo, se llama Sabiduría Santa o sophia. La humildad es el componente más crítico para la salvación de la humanidad. Siguiendo la instrucción de Cristo de "entra en tu habitación o armario y cierra la puerta y ora a tu padre que está en secreto" (Mateo 6:6), el hesicast se retira a la soledad para poder entrar en un estado más profundo de quietud contemplativa. Por medio de esta quietud, la mente se calma y la capacidad de ver la realidad aumenta. El practicante busca alcanzar lo que el apóstol Pablo llamaba "oración incesante".

### Contemplación/teoría (iluminación)

El Gran Esquema que llevan los monjes y monjas ortodoxos de grado más avanzado.

En las iglesias ortodoxas, la oración noética es la primera etapa de la theoria. La Theoria propiamente dicha es la visión de Dios, que está más allá del conocimiento conceptual, como la diferencia entre leer sobre la experiencia de otro, y leer sobre la propia experiencia.
En la Iglesia católica, en la contemplación natural o adquirida hay un pensamiento o sentimiento dominante que se repite constantemente y con facilidad (aunque con poco o ningún desarrollo) en medio de muchos otros pensamientos, beneficiosos o no. La oración de simplicidad tiene a menudo tendencia a simplificarse incluso respecto a su objeto, llevando a pensar principalmente en Dios y en su presencia, pero de forma confusa. Definiciones similares a la de San Alfonso María de Ligorio son las de Adolphe Tanquerey ("una simple mirada a Dios y a las cosas divinas que procede del amor y tiende a él") y San Francisco de Sales ("una atención amorosa, simple y permanente de la mente a las cosas divinas").
En palabras de san Alfonso María de Ligorio, la contemplación adquirida "consiste en ver con una simple mirada las verdades que antes sólo podían descubrirse mediante un prolongado discurso": el razonamiento es sustituido en gran medida por la intuición y los afectos y resoluciones, aunque no están ausentes, sólo varían ligeramente y se expresan con pocas palabras. Del mismo modo, san Ignacio de Loyola, en su retiro de 30 días o  Ejercicios Espirituales de Ignacio de Loyola que comienza en la "segunda semana" con su enfoque en la vida de Jesús, describe menos reflexión y más simple contemplación sobre los eventos de la vida de Jesús. Estas contemplaciones consisten principalmente en una simple mirada e incluyen una "aplicación de los sentidos" a los acontecimientos, para fomentar la propia empatía con los valores de Jesús, "para amarlo más y seguirlo más de cerca".": 104 
La contemplación natural o adquirida se ha comparado con la actitud de una madre que vela por la cuna de su hijo: piensa amorosamente en él sin reflexionar y entre interrupciones. El Catecismo de la Iglesia Católica afirma: 

¿Qué es la oración contemplativa? Santa Teresa responde: 'La oración mental no es, en mi opinión, otra cosa que un estrecho compartir entre amigos; significa tomar tiempo frecuentemente para estar a solas con aquel que sabemos que nos ama'. La oración contemplativa busca a aquel "que ama mi alma". Es Jesús, y en él, el Padre. Lo buscamos, porque desearlo es siempre el principio del amor, y lo buscamos en esa fe pura que nos hace nacer de él y vivir en él. En esta oración interior podemos seguir meditando, pero nuestra atención se fija en el Señor mismo.

### Unidad (theosis)
En las iglesias ortodoxas, la theoria más elevada, la conciencia más alta que puede experimentar toda la persona, es la visión de Dios. Dios está más allá del ser; es un hiper-ser; Dios está más allá de la nada. La nada es un abismo entre Dios y el hombre. Dios es el origen de todo, incluida la nada. Esta experiencia de Dios en la hipóstasis muestra la esencia de Dios como incomprensible, o increada. Dios es el origen, pero no tiene origen; por lo tanto, es apofática y trascendente en esencia o ser, y catafática en realidades fundacionales, inmanencia y energías. Esta óntica u ontológica teoría es la observación de Dios.
Un nous en estado de éxtasis o ekstasis, llamado el octavo día, no es interno o externo al mundo, fuera del tiempo y del espacio; experimenta el infinito y Dios ilimitado. Nous es el "ojo del alma" (Mateo 6:22–34). Por otra parte, la fe y la ciencia en la gnosiología y metodología ortodoxas por George Metallinos. La percepción del ser y del devenir (llamada noesis) a través de la verdad intuitiva llamada fe, en Dios (acción a través de la fe y la amor a Dios), conduce a la verdad a través de nuestras facultades contemplativas. Esta teoría, o especulación, como acción en la fe y el amor a Dios, se expresa entonces de forma célebre como "La belleza salvará al mundo". Esta expresión proviene de una perspectiva mística o gnosiológica, más que científica, filosófica o cultural.
En la Iglesia católica romana, la contemplación infusa o superior, también llamada intuitiva, pasiva o extraordinaria, es un don sobrenatural por el que la mente de una persona se centra totalmente en Dios. Es una forma de unión mística con Dios, una unión caracterizada por el hecho de que es Dios, y sólo Dios, quien se manifiesta. Bajo esta influencia de Dios, que asume la libre cooperación de la voluntad humana, el intelecto recibe visiones especiales de las cosas del espíritu, y los afectos se animan extraordinariamente con el amor divino. Esta unión que conlleva puede estar ligada a manifestaciones de un objeto creado, como, por ejemplo, visiones de la humanidad de Cristo o de un ángel o revelaciones de un acontecimiento futuro, etc. Incluyen los fenómenos corporales milagrosos que a veces se observan en los éxtasis.
En la Iglesia católica romana, la contemplación infusa, descrita como una "conciencia de Dios de origen divino, general, no conceptual y amorosa", es, según Thomas Dubay, el desarrollo normal y ordinario de la oración discursiva, a la que sustituye gradualmente. Escribe:

Es una conciencia y un amor sin palabras que nosotros mismos no podemos iniciar ni prolongar. Los comienzos de esta contemplación son breves y frecuentemente interrumpidos por distracciones. La realidad es tan poco imponente que quien carece de instrucción puede no apreciar lo que está ocurriendo exactamente. La oración infusa inicial es tan ordinaria y poco espectacular en las primeras etapas que muchos no la reconocen como lo que es. Sin embargo, es común entre las personas generosas, es decir, entre quienes tratan de vivir el Evangelio de todo corazón y se comprometen con una vida de oración sincera.

Dubay considera que la contemplación infusa es común sólo entre "aquellos que tratan de vivir todo el Evangelio de todo corazón y que se dedican a una vida de oración seria". Otros autores consideran que la oración contemplativa en su forma sobrenatural infusa está lejos de ser común. Juan Bautista Scaramelli, reaccionando en el siglo XVII contra el quietismo, enseñó que el ascetismo y el misticismo son dos caminos distintos hacia la perfección, siendo el primero el fin normal y ordinario de la vida cristiana, y el segundo algo extraordinario y muy raro. Jordan Aumann consideraba que esta idea de los dos caminos era "una innovación en la teología espiritual y un alejamiento de la enseñanza católica tradicional". Y Jacques Maritain propuso que no se debe decir que todo místico goza necesariamente de la contemplación infusa habitual en el estado místico, ya que los dones del Espíritu Santo no se limitan a las operaciones intelectuales.

## Falso conocimiento espiritual
En las iglesias ortodoxas, se considera que la theoria conduce al verdadero conocimiento espiritual, en contraste con el conocimiento falso o incompleto del pensamiento racional, c.q. conjetura,  especulación, dianoia, estocástica y dialéctica). Tras la iluminación o theoria, la humanidad está en unión con Dios y puede discernir adecuadamente, o tener santa sabiduría. De ahí que la theoria, la experiencia o visión de Dios, silencie a toda la humanidad.
El falso conocimiento espiritual más común se deriva no de una experiencia de Dios, sino de la lectura de la experiencia de Dios de otra persona y la posterior llegada a las propias conclusiones, creyendo que esas conclusiones son indistinguibles del conocimiento real experimentado.
El falso conocimiento espiritual también puede ser inicuo, generado a partir de una fuente maligna y no santa. Se requiere entonces el don del conocimiento del bien y del mal, que es otorgado por Dios. La humanidad, en su existencia finita como seres creados o criaturas, nunca podrá, por sí misma, llegar a una conciencia suficientemente objetiva. La teosis es la sumisión gradual de la persona al bien, que luego con la gracia divina de la relación o unión de la persona con Dios, alcanza la deificación. La iluminación devuelve a la humanidad a ese estado de fe existente en Dios, llamado noesis, antes de que la conciencia y la realidad de la humanidad fuera cambiada por la su caída.

### Somnolencia espiritual
En las Iglesias ortodoxas, se considera que el falso conocimiento espiritual conduce al engaño espiritual (ruso prelest, griego plani), que es lo contrario de la sobriedad. La sobriedad (llamada nepsis) significa la plena conciencia y la autorrealización (énstasis), dando el verdadero conocimiento espiritual (llamado verdadera gnosis). Preludio o plani es el extrañamiento de la persona a la existencia o realidad objetiva, una alienación llamada amartía. Esto incluye dañar o vilipendiar el nous, o simplemente tener una facultad noética y néptica que no funciona.
El mal es, por definición, el acto de poner a la humanidad en contra de su creador y de su existencia. El misoteísmo, el odio a Dios, es un catalizador que separa a la humanidad de la naturaleza, o vilipendia las realidades de la ontología, el mundo espiritual y el mundo natural o material. La reconciliación entre Dios (lo increado) y el hombre se alcanza a través de la sumisión en la fe a Dios el eterno, es decir, trascendencia en lugar de transgresión (magia).
La Trinidad como Nous, Verbo y Espíritu (hipóstasis) es, ontológicamente, la base del ser o existencia de la humanidad. La Trinidad es la creadora del ser de la humanidad a través de cada uno de los componentes de la existencia de la humanidad: el origen como nous (ex nihilo), la experiencia interior o experiencia espiritual y la experiencia física, que es ejemplificada por Cristo (logos o prototipo increado del más alto ideal) y sus santos. El seguimiento del falso conocimiento está marcado por el síntoma de somnolencia o "sueño despierto" y, más tarde, psicosis. La theoria se opone a las interpretaciones alegóricas o simbólicas de las tradiciones eclesiásticas.

### Falsos ascetismos o cultos
En la práctica ortodoxa, una vez alcanzada la etapa de verdadero discernimiento (diakrisis) (llamada phronema), se es capaz de distinguir la falsa gnosis de la gnosis válida y se tiene la santa sabiduría. La sabiduría santa más elevada, Sofía, o Hagia Sophia, se cultiva mediante la humildad o mansedumbre, similar a la personificada por la Theotokos y todos los santos que vinieron después de ella y de Cristo, denominados colectivamente como la ecclesia o iglesia. Esta comunidad de testigos ininterrumpidos es la Iglesia Ortodoxa.
La sabiduría se cultiva mediante la humildad (vaciado de sí mismo) y el recuerdo de la muerte contra el thymos (ego, la codicia y el  egoísmo) y las pasiones. Practicar el ascetismo es estar muerto a las pasiones y al ego, conocidos colectivamente como el mundo.
Dios está más allá del conocimiento y de la mente humana caída y, como tal, sólo puede ser experimentado en sus hipóstasis a través de la fe (noética). El falso ascetismo no conduce a la reconciliación con Dios y la existencia, sino hacia una falsa existencia basada en la rebelión a la existencia.

## Investigación científica
Quince  monjas carmelitas permitieron a los científicos escanear sus cerebros con fMRI mientras meditaban, en un estado conocido como Unio Mystica o Theoria. Los resultados mostraron que múltiples regiones del cerebro se activaban cuando se consideraban en unión mística con Dios. Estas regiones incluían la corteza orbitofrontal derecha medial, la  corteza temporal derecha media, los  lóbulos parietales derechos inferiores y superiores, el caudado, la  izquierda medial la  corteza cingulada anterior izquierda, el lóbulo parietal inferior izquierdo, la corteza insular izquierda, el núcleo caudado izquierdo, el tronco cerebral izquierdo y la  extraestriada.

## Filosofía moderna
En los tiempos modernos, theoria se trata a veces como algo distinto del significado que se le da en el cristianismo, vinculando la palabra no con la contemplación sino con la especulación. Boecio (c. 480-524 o 525) tradujo la palabra griega theoria al latín, no como contemplatio sino como speculatio, y theoria se toma como filosofía especulativa. Se hace una distinción, más radical que en la filosofía antigua, entre theoria y praxis, teoría y práctica.

### Ortodoxos orientales
- Christopher A. Hall, Reading Scripture with the Church Fathers (InterVarsity Press 2001 ISBN 978-0-8308-1500-5)
- Vladimir Lossky, The Vision of God (SVS Press 1997. ISBN 0-913836-19-2.
- Louth, Andrew. The Origins of the Christian Mystical Tradition: From Plato to Denys. Oxford, 1983 (repr. 2003). ISBN 0191608777.
- Mattá al-Miskīn, Orthodox Prayer Life: The Interior Way (St Vladimir's Seminary Press 2003 ISBN 0-88141-250-3
- Aristotle Papanikolaou, Being With God (University of Notre Dame Press February 24, 2006 ISBN 0-268-03830-9)
- Marcus Plested, The Macarian Legacy: The Place of Macarius-Symeon in the Eastern Christian Tradition (Oxford Theological Monographs 2004 ISBN 0-19-926779-0)
- Tomáš Špidlík, The Spirituality of the Christian East: A Systematic Handbook (Cistercian Publications Inc Kalamazoo Michigan 1986 ISBN 0-87907-879-0)
- Dumitru Staniloae, The Experience of God : Revelation and Knowledge of the Triune God: Orthodox Dogmatic Theology, Volume 1 : Revelation and Knowledge of the Triune God (Holy Cross Orthodox Press May 17, 2005 ISBN 0-917651-70-7)
- Dumitru Staniloae, The Experience of God : Orthodox Dogmatic Theology Volume 2: The World, Creation and Deification (Holy Cross Orthodox Press June 16, 2005 ISBN 1-885652-41-0)
- Metropolitan Hierotheos (Vlachos) of Nafpaktos|Hierotheos of Nafpaktos, The Illness and Cure of the Soul (Metropolitan Publisher: Birth of Theotokos Monastery, Greece, January 1, 2005 ISBN 978-960-7070-18-0)

### Occidente
- Aumann, Jordan. Christian Spirituality in the Catholic Tradition. Sheed & Ward, 1985; p. 247. ISBN 0-89870-068-X.
- Dubay, Thomas. Fire Within: Teresa of Avila, John of the Cross and the Gospel on Prayer. Ignatius Press, 1989. ISBN 0-89870-263-1.
- Keating, Thomas. Active Meditations for Contemplative Prayer. Continuum International Publishing Group, 1997. ISBN 0-8264-1061-8.
- Keating, Thomas. Foundations for Centering Prayer and the Christian Contemplative Life. Continuum International Publishing Group, 2002. ISBN 0-8264-1397-8.
- Keating, Thomas. Open Mind, Open Heart: The Contemplative Dimension of the Gospel. Continuum International Publishing Group, 2002. ISBN 0-8264-1420-6.
- Merton, Thomas. Contemplative Prayer. Image Books, 1996. ISBN 0-385-09219-9.
- Underhill, Evelyn. Practical Mysticism: A Little Book for Normal People. Read Books, 2006. ISBN 1406796328.
- The Catechism of the Catholic Church has a subsection on contemplative prayer within its section on prayer in the Christian life.

### Otros
- Yungen, Ray. A Time of Departing: How Ancient Mystical Practices Are Uniting Christians with the World's Religions.  Lighthouse Trails Publishing, 2006, 2nd edition. ISBN 978-0-9721512-7-6.